# بازی تمام شد (بازی‌های ویدئویی)

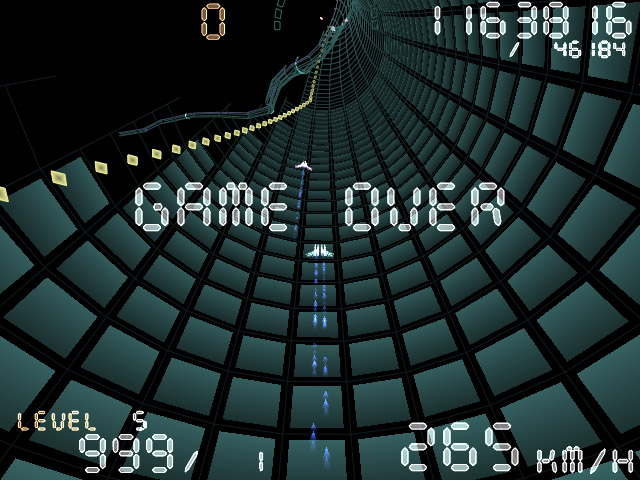
صفحه «بازی تمام شد» در Torus Trooper

بازی تمام شد (به انگلیسی: Game Over) یک پیغام در بازی‌های ویدئویی است که به اتمام بازی اشاره می‌کند. این پیغام معمولاً در موقعیت‌های منفی و پس از باختن بازیکن به دلیل مرگ یا شکست در یک هدف مهم نمایش داده می‌شود، اما نشان داده شدن آن در موقعیت‌های مثبت هم محتمل است. این عبارت تبدیل به نوعی ضرب‌المثل شده که موقعیتی که سبب صدمه یا بدشانسی برای فرد است را توصیف می‌کند.